# Currie Cup 1908
La Currie Cup de 1908 fue la novena edición del principal torneo de rugby provincial de Sudáfrica.
Se disputó en la ciudad de Port Elizabeth, resultando campeón el equipo de Western Province quienes obtuvieron su octavo campeonato.

## Sistema de disputa
El torneo se disputó en formato liga donde cada equipo se enfrentó a los equipos restantes, obteniendo 2 puntos por victoria, 1 por empate y 0 por la derrota.

## Clasificación
| Pos. | Equipo                  | Encuentros | Encuentros | Encuentros | Encuentros | Tantos | Tantos | Tantos | Puntos |
| Pos. | Equipo                  | PJ         | PG         | PE         | PP         | F      | C      | Dif    | Puntos |
| ---- | ----------------------- | ---------- | ---------- | ---------- | ---------- | ------ | ------ | ------ | ------ |
| 1.º  | Western Province        | 8          | 7          | 1          | 0          | 190    | 0      | +190   | 15     |
| 2.º  | Transvaal               | 8          | 7          | 0          | 1          | 85     | 22     | +63    | 14     |
| 3.º  | Eastern Province        | 8          | 6          | 0          | 2          | 82     | 30     | +52    | 12     |
| 4.º  | Griqualand West         | 8          | 4          | 1          | 3          | 69     | 45     | +24    | 9      |
| 5.º  | Border                  | 8          | 2          | 2          | 4          | 66     | 97     | -31    | 6      |
| 6.º  | Natal                   | 8          | 3          | 0          | 5          | 49     | 120    | -71    | 6      |
| 7.º  | Orange River Colony     | 8          | 2          | 1          | 5          | 53     | 71     | -18    | 5      |
| 8.º  | North Eastern Districts | 8          | 1          | 1          | 6          | 34     | 96     | -62    | 3      |
| 9.º  | Rhodesia                | 8          | 1          | 0          | 7          | 20     | 167    | -147   | 2      |

## Campeón
| Campeón Western Province |
| Octavo título            |